# Rob S. Bowman
Pour les articles homonymes, voir Bowman.
Rob S. Bowman, né le 15 mai 1960 à Wichita Falls, au Texas, aux États-Unis, est un réalisateur et producteur américain.
Bowman est un réalisateur prolifique pour la télévision et a contribué à des séries telles que Star Trek : The Next Generation et The X-Files , pour lesquelles il a reçu quatre nominations consécutives aux Emmy en tant que producteur.
Il a été producteur exécutif et réalisateur de la comédie dramatique Castle .

## Biographie
Rob S. Bowman est le fils du réalisateur, producteur et acteur Chuck Bowman (en).

## Filmographie

### En tant que réalisateur

#### Télévision
- 1986-1987 : Stingray (série télévisée, 3 épisodes)
- 1987 : 21 Jump Street créée par Stephen J. Cannell et Patrick Hasburgh (en) (série télévisée, 1 épisode, The Worst Night of Your Life)
- 1987 : La Malédiction du loup-garou (Werewolf) créée par Frank Lupo (série télévisée)
- 1988 : Sonny Spoon (série télévisée, 1 épisode, Wizard of Odds)
- 1988 : The Highwayman (série télévisée)
- 1988 : Probe (en) (série télévisée, 1 épisode, Metamorphic Anthropoidic Prototype Over You)
- 1989 : MacGyver créée par Lee David Zlotoff (série télévisée, 1 épisode, Ma Dalton)
- 1989 : Code Quantum (Quantum Leap) créée par Donald P. Bellisario (série télévisée)
- 1989 : Duo d'enfer (Hardball) (série télévisée)
- 1989 : Booker créée par Stephen J. Cannell et Eric Blakeney (en) (série télévisée)
- 1989 : Alien Nation créée par Rockne S. O'Bannon (série télévisée d'après le film Futur immédiat, Los Angeles 1991 de Graham Baker, 1 épisode, Fifteen with Wanda)
- 1989 : Alerte à Malibu (Baywatch)  créée par Michael Berk (en), Douglas Schwartz et Gregory J. Bonann (en) (série télévisée, 1 épisode, The Reunion)
- 1990 : Jack Killian, l'homme au micro (Midnight Caller) créée par Richard DiLello (en) (série télévisée, 1 épisode, Sale Away: Part 2)
- 1989-1990 : Nick Mancuso, les dossiers secrets du FBI (en) (Mancuso, FBI) (série télévisée, 2 épisodes)
- 1990 : DEA (en) (série télévisée)
- 1987-1990 : Star Trek : La Nouvelle Génération (Star Trek: The Next Generation) créée par Gene Roddenberry (série télévisée, 13 épisodes)
- 1991 : Against the Law (en) (série télévisée, 1 épisode, Hoops)
- 1991 : La Malédiction de Collinwood (Dark Shadows) (série télévisée, épisode 1 saison 1)
- 1992 : Tequila et Bonetti (Tequila and Bonetti) créée par Donald Bellisario (série télévisée, 2 épisodes)
- 1992 : Les Trois As (série télévisée, 1 épisode, 92 Secondes avant minuit)
- 1991-1993 : Parker Lewis ne perd jamais (Parker Lewis Can't Lose) créée par Clyde Philips et Lon Diamond (série télévisée, 12 épisodes)
- 1993 : Brisco County (The Adventures of Brisco County Jr.) créée par Carlton Cuse et Jeffrey Boames (série télévisée, 1 épisode, A.K.A. Kansas )
- 1994 : Traps (série télévisée, 1 épisode, The 24/24 Hour Rule)
- 1994 : M.A.N.T.I.S. (série télévisée)
- 1995 : VR.5 (série télévisée)
- 1994-2000 : X-Files : Aux frontières du réel (The X Files) créée par Chris Carter (série télévisée, 34 épisodes)
- 2001 : The Lone Gunmen : Au cœur du complot (The Lone Gunmen) (série télévisée, épisode pilot)
- 2005 : Night Stalker : Le Guetteur (Night Stalker) (série télévisée, 1 épisode, The Five People You Meet in Hell)
- 2006 : Rêves et Cauchemars (Nightmares and Dreamscapes: From the Stories of Stephen King) (série télévisée, 1 épisode, La Dernière Affaire d'Umney)
- 2007 : Marlowe (téléfilm)
- 2006-2007 : Day Break créée par Rob Bowman et Paul Zbyszewski (en) (série télévisée, 6 épisodes)
- 2009-2015 : Castle créée par Andrew W. Marlowe (série télévisée, 29 épisodes)

#### Cinéma
- 1993 : Airborne
- 1998 : The X-Files, le film (The X-Files: Fight the Future)
- 2002 : Le Règne du feu (Reign of Fire)
- 2005 : Elektra

#### Clip
- 2002 : America We Stand As One[1]

### En tant que producteur
- 1985 : Stingray de Richard A. Colla (téléfilm)
- 1985-1987 : Agence tous risques (The A-Team) créée par Frank Lupo et Stephen J. Cannell (série télévisée, 34 épisodes)
- 1995-2000 : X-Files : Aux frontières du réel (The X Files) (série télévisée, 89 épisodes)
- 2009-2015 : Castle créée par Andrew W. Marlowe (série télévisée, 171 épisodes)